# Đại học Công nghệ Bialystok

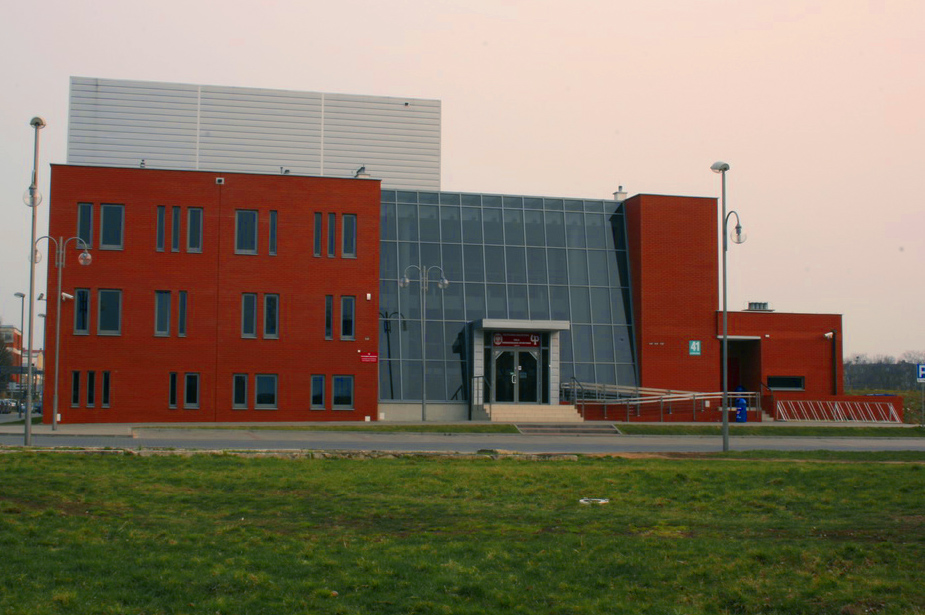
Nhà thể thao

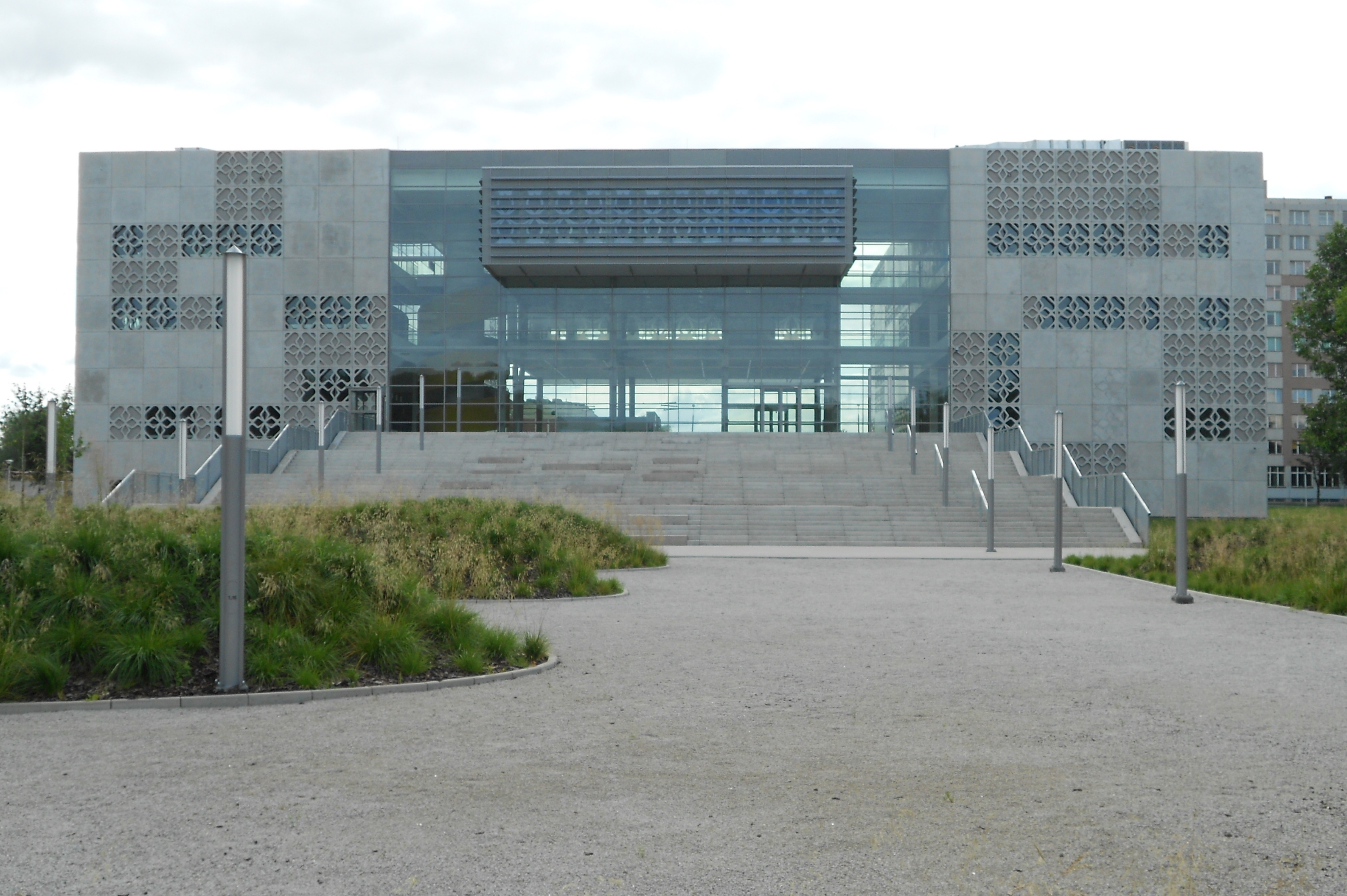
Trung tâm giáo dục hiện đại

Đại học Công nghệ Bialystok (tiếng Ba Lan: Politechnika Białostocka`q21) là một trường đại học kỹ thuật ở Bialystok, Ba Lan.
Lịch sử của trường đại học bắt đầu vào ngày 1 tháng 12 năm 1949. Ban đầu nó là một trường cao đẳng kỹ thuật - Trường kỹ thuật tư nhân giảng dạy vào buổi tối ở Białystok (tiếng Ba Lan: Prywatna Wieczorowa Szkoła Inżynierska NOT w Białymstoku), được thành lập bởi Liên đoàn kỹ thuật Ba Lan. Nó có hai khoa: Kỹ thuật điện và cơ khí. Năm 1964, trường được phép thực hiện giáo dục ban ngày và đổi tên thành Trường Trung học Kỹ thuật (Wyższa Szkoła Inżynierska). Năm 1974, trường được cấp tư cách của một trường đại học kỹ thuật với 4 khoa và 3 khoa liên ngành.

## Khoa
- Khoa kiến trúc
  - Kiến trúc và Quy hoạch đô thị - Cấp 1, cấp 2
  - Thiết kế nội thất - khóa 1, khóa 2
  - Đồ họa - khóa học cấp 1
- Khoa Kỹ thuật Xây dựng và Môi trường 
  - Kiến trúc cảnh quan - cấp 1, cấp 2
  - Xây dựng dân dụng - cấp 1, cấp 2, cấp 3
  - Kỹ thuật môi trường - cấp 1, cấp 2, cấp 3
  - Bảo vệ môi trường - Cấp 1, cấp 2
  - Kinh tế vũ trụ - cấp 1, cấp 2
  - Quyền được cấp bằng tiến sĩ: kỹ thuật dân dụng, kỹ thuật môi trường
  - Quyền được cấp bằng sau tiến sĩ: kỹ thuật dân dụng
- Khoa Khoa học máy tính
  - Khoa học máy tính - cấp 1, cấp 2
  - Toán - cấp 1, cấp 2
  - Quyền được cấp bằng tiến sĩ: khoa học máy tính
- Khoa Kỹ thuật điện
  - Điện tử viễn thông - cấp 1, cấp 2
  - Kỹ thuật điện - cấp 1, cấp 2, cấp 3
  - Năng lượng - khóa học cấp 1
  - Quyền được cấp bằng tiến sĩ: điện tử, kỹ thuật điện
  - Quyền được cấp bằng sau tiến sĩ: kỹ thuật điện
- Khoa Lâm nghiệp ở Hajnówka 
  - Lâm nghiệp - khóa học cấp 1
- Khoa Quản lý Kỹ thuật [3]

- Hậu cần - khóa học cấp 1
- Quản lý - cấp 1, cấp 2
- Kỹ thuật quản lý và sản xuất - khóa 1, khóa 2
- Khoa học chính trị - khóa học cấp 1
- Du lịch và giải trí - khóa 1, khóa 2

Khoa Quản lý Kỹ thuật là một trong hai khoa lớn nhất của trường đại học theo số lượng sinh viên. Bằng cử nhân và thạc sĩ được cung cấp kỹ thuật quản lý và sản xuất; quản lý và dịch vụ kỹ thuật; hậu cần; sự quản lý; du lịch và giải trí; kỹ thuật nội thất. Nó được thành lập vào năm 2001. Trong năm học 2017-2018, tại Khoa Quản lý Kỹ thuật nghiên cứu 1875 sinh viên, bao gồm 1566 sinh viên nghiên cứu toàn thời gian và 309 sinh viên nghiên cứu bán thời gian. Khoa Quản lý Kỹ thuật nghiên cứu 80 sinh viên quốc tế đến từ Bangladesh, Belarus, Brazil, Ấn Độ, Morocco, Pakistan, Nga, Ukraine.
- Khoa cơ khí
  - Nông lâm nghiệp - bậc 1
  - Điều khiển tự động và Robotics - khóa học cấp 1, cấp 2
  - Kỹ thuật y sinh - khóa 1, khóa 2
  - Giáo dục Công nghệ và Tin học - cấp 1
  - Kỹ thuật cơ khí - cấp 1, cấp 2
  - Thiết kế và bảo trì máy - Khóa 3
  - Cơ học - khóa học cấp 3
  - Quyền được cấp bằng tiến sĩ: thiết kế và bảo trì máy móc, cơ khí
  - Quyền được cấp bằng sau tiến sĩ: thiết kế và bảo trì máy móc, cơ khí

## Ban giám hiệu nhà trường
- Hiệu trưởng: GS. Lech Dzienis, DSc, Tiến sĩ, PE
- Phó Hiệu trưởng Nghiên cứu Khoa học: GS. Jan Dorosz, DSc, Tiến sĩ, Tiếng Anh.
- Phó Hiệu trưởng về các vấn đề của sinh viên: Grażyna Łaska, DSc, Tiến sĩ
- Phó Hiệu trưởng Phát triển và Hợp tác: GS. Roman Kaczyński, DSc, Tiến sĩ, Tiếng Anh.
- Giám đốc Hành chính:

## Cán bộ
- Giáo sư: 140
- Bác sĩ ổn định: 7
- Giảng viên cao cấp: 290
- Giáo viên (tổng cộng): 791
- Tổng số nhân viên: 1 488

## Các cấp học
- Trình độ đại học ngắn hơn / trung cấp
- Trình độ đại học chính đầu tiên
- Học nâng cao / sau đại học

## Văn bằng và bằng cấp
- BA, Cử nhân.
- Thạc sĩ, ThS.

## Hợp tác quốc tế
- Đại học kỹ thuật nhà nước Bêlarut ở Minsk - Belarus
- Đại học tin học và vô tuyến điện tử Bêlarut - Bêlarut
- Học viện Bách khoa Brest - Bêlarut
- Viện Hàn lâm Khoa học Bêlarut, Trung tâm Nghiên cứu Tiết kiệm Tài nguyên tại Grodno - Bêlarut
- Đại học Kỹ thuật Điện Nhà nước St. Petersburg - Nga
- Đại học du Québec à Trois-Rivières - Canada
- Đại học nội thất da Beira ở Covilha - Bồ Đào Nha
- Học viện Bách khoa Virginia và Đại học Bang, Blacksburg, Virginia, Hoa Kỳ
- Đại học de Rennes I - Pháp
- Đại học Stuttgart - Đức
- Đại học Chengjian Thiên Tân - Trung Quốc